# Sophie Nyberg
Sophie Line Nyberg (31 marzo 2004) è una sciatrice alpina svedese.

## Biografia
Figlia di Fredrik e sorella di Lisa, a loro volta sciatori alpini, e attiva dal gennaio del 2021, Sophie Nyberg ha esordito in Coppa Europa il 4 marzo 2023 a Gällivare in slalom gigante, senza completare la prova; non ha debuttato in Coppa del Mondo e non ha preso parte a rassegne olimpiche o iridate.

## Palmarès

### Coppa Europa
- Miglior piazzamento in classifica generale: 100ª nel 2025

### Campionati svedesi
- 2 medaglie:
  - 1 argento (supergigante nel 2022)
  - 1 bronzo (supergigante nel 2025)